# 小和田敏子
小和田敏子（日语：／ Kowada Toshiko，1949年—），日本女子乒乓球运动员。她曾获得2枚世界乒乓球锦标赛金牌和2枚铜牌，她也在亚洲乒乓球锦标赛中获得2枚金牌、4枚银牌和1枚铜牌。